# صيدلانيات

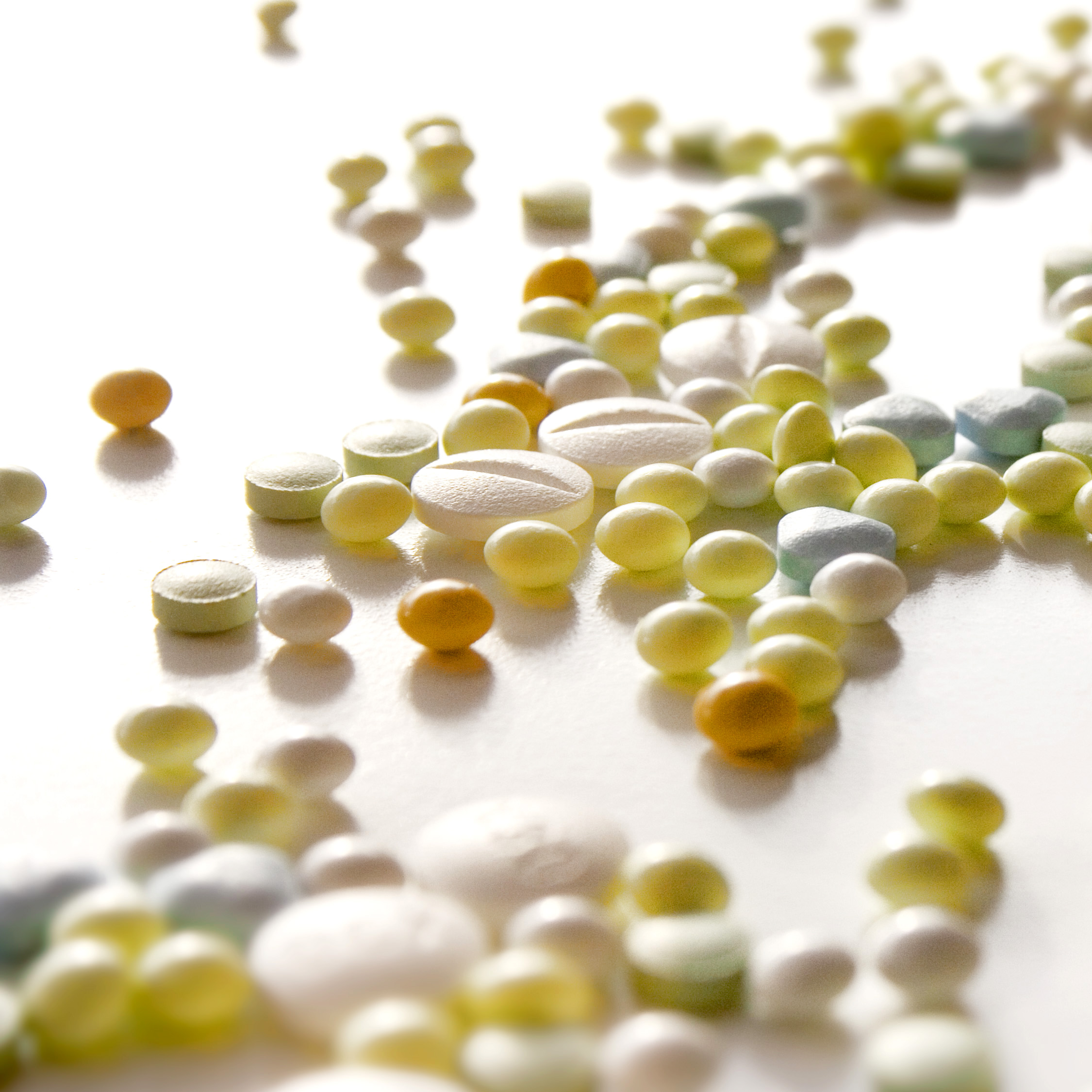

الصيدلانيات (بالإنجليزية: Pharmaceutics)‏ هو أحد فروع الصيدلة ويعتبر من أساسياتها وهو العلم الذي يهتم بكل أوجه تحويل الأدوية الفعالة الجديدة إلى أشكال صيدلانية سواء في المصانع أو معامل تحضير الأدوية، تتميز بالأمان والفعالية والملاءمة لحالة المريض. لذلك يمكن اعتبار الصيدلانيات بأنه علم تصميم الأشكال الدوائية (Dosage forms)
بعبارة أخرى، الصيدلانيات هي التي تهتم بتحويل المواد الدوائية الخام إلى أقراص أو كبسولات أو كريمات أو حقن وكافة الأشكال الصيدلانية الأخرى التي يمكن تناولها من قبل المريض بشكل ذاتي أو بمساعدة الآخرين. يتم اختيار الأشكال الصيدلية الملائم بناءًا على خواص المادة الدوائية الفيزيائية والكيميائية ومدى ثباتها وملاءمتها لاستخدام المريض وللمرض الذي تعالجه، كذلك السرعة التي نريدها لإيصال الدواء تلعب دورًا مهمًا في تحديد الشكل الدوائي المختار.

## أهم أهدافه
من أهم أهداف علم الصيدلانيات هو تحضير أدوية ذات ثبات عالي سواءً في البيئة الخارجية أو داخل جسم الإنسان بحيث تعطي التأثير المطلوب بعيدا عن التفاعلات العكسية. وهذا الهدف يعود بفوائد عديدة على المريض والمنتج الدوائي ومن هذه الفوائد ما يلي:
1. التقليل من الآثار الجانبية للدواء ويترتب على ذلك تقليل التكلفة الناتجة عن الحاجة إلى علاج هذه الآثار.
2. تقليل الأخطاء الدوائية الناتجة عن التحضير الغير مناسب للأدوية.
3. زيادة ثقة المرضى بالأدوية والمنتجات الصيدلانية الأخرى.
4. توفير أشكال مستحدثة مريحة للمريض من حيث الأمان والفاعلية وطريقة الاستخدام.

وهذا العلم يعتمد على مجموعة من العلوم التي يجب الإلمام بها لتحقيق الأهداف المطلوبة:
1. الفيزياء الكيميائية (Physical chemistry)
2. الكيمياء الطبية (Medicinal chemistry)
3. التشريح (Anatomy)
4. علم وظائف الأعضاء (physiology)
5. علم الأحياء الدقيقة (Microbiology)
6. الفيزياء الذرية (Atomic physics)
7. الهندسة الكيميائية للمواد

ومن أهم ما يقدمه علم الصيدلانيات هي الأشكال الصيدلانية المختلفة والتي تتناسب مع احتياجات عامة الناس والحالات المرضية المختلفة ومن هذه الأشكال الصيدلانية: 
1. الأشكال الصيدلانية الصلبة: كالأقراص والكبسولات.
2. الأشكال الصيدلانية السائلة: كالمحاليل والشرابات والقطرات.
3. الأشكال الصيدلانية شبه الصلبة (semi solid): كالمراهم والكريمات.
4. الأشكال الصيدلانية الغازية: كالبخاخات.

وهنا أيضًا اعتبارات يجب أن يؤخذ بها في علم الصيدلانيات وهي أساسيات يرتكز عليها علم الصيدلانيات لتحضير الأشكال الصيدلانية المختلفة ونلخص هذه الاعتبارات فيها يلي:
1. المواد ذات التأثير العلاجي (active ingredients) والمواد الإضافية (excipients).
2. المرض أو الغرض الذي يستخدم من أجله الدواء.
3. الظروف المهيئة لتخزين المستحضر الصيدلاني (مثل: درجة الحرارة، الرطوبة).
4. نوع الغلاف أو العبوة التي يوضع فيها المستحضر.
5. الخواص الفيزوكيميائية (Physicochemical properties) للمواد الداخلة في تصنيع الدواء (مثل: الذائبية، الثباتية، تصنيفها إذا كانت حمض أو قاعدة).
6. الخواص الصيدلانية البيولوجية (Biopharmaceutical properties):

- موقع امتصاص الدواء سواءًا كان داخلي (Systemic) أو خارجي (Topical)
- الموقع الذي يعطي فيه الدواء التأثير العلاجي (site of action)

## العلوم المتعلقة بالصيدلانيات

- علم الحركيات الدوائية pharmacokinetics
- الديناميكية الدوائية pharmacodynamics
- الصيدلة الفيزيائية Physical Pharmacy
- علم الصيدلة الجيني pharmacogenomics
- الصيغة الصيدلانية pharmaceutical formulation